# ティベリーナ共和国

ティベリーナ共和国
Repubblica Tiberina (イタリア語)

ペルージャの位置

ティベリーナ共和国（イタリア語: Repubblica Tiberina）は、1798年2月4日にジャコビーノがペルージャ市の権力を握るとすぐに建国宣言された国である。若いボナパルト将軍のイタリアでの勝利の圧力により生まれたジャコビーノの共和国の一つである。名称はテーヴェレ川からとられた。執政官1名を置き、フランスと同じ三色旗を国旗とした。
1798年3月7日にロマーナ共和国に統合された。